# Black Prince
Black Prince es una variedad cultivar de ciruelo (Prunus domestica), de las denominadas ciruelas europeas,
una variedad de ciruela obtenida del cruce de 'Kentish Black' x 'Damson Bradley’s King' por "Laxton Bros. Ltd.", Bedford en 1905.
Las frutas tienen un tamaño medio a grande, ovalado, con las valvas visiblemente desiguales, color de piel azul oscuro, y pulpa de color amarillo verdoso oscuro, con una textura firme, jugosa, y un sabor muy ácido, poco dulce, cocina bien.

## Sinónimos
- "Laxton's Black Prince".

## Historia
'Black Prince' es una variedad inglesa, obtenida del cruce como "Parental Madre" de 'Kentish Black' x polen de 'Damson Bradley’s King' como "Parental Padre" en 1905 por "Laxton Bros. Ltd.", Bedford Inglaterra (Reino Unido). Fue introducido en los circuitos comerciales en 1930.
'Black Prince' está cultivada en diversos bancos de germoplasma de cultivos vivos, tales como en National Fruit Collection (Colección Nacional de Fruta) de Reino Unido con el número de accesión: 1929-062 y Nombre Accesión : Blackbird. Fue introducida en el "Probatorio Nacional de Fruta" para evaluar sus características en 1929 procedente de Wisley.

## Características
'Black Prince' árbol con una copa abierta y ancha. Autofértil, tiene un tiempo de floración que comienza a partir del 11 de abril con el 10% de floración, para el 16 de abril tiene una floración completa (80%), y para el 30 de abril tiene un 90% de caída de pétalos.
'Black Prince' tiene una talla de tamaño medio a grande (peso promedio 24,10 gr), de forma oval, con la sutura bien perceptible, con las dos valvas visiblemente desiguales; epidermis recubierta de pruina muy abundante, espesa, blanquecina, pubescencia muy abundante por casi todo el fruto, pero sobre todo en el polo pistilar, la piel con color azul oscuro, punteado lenticelar abundante muy menudo; Pedúnculo de longitud mediano a largo (promedio de 17,36mm), fuerte, muy pubescente, casi tomentoso, ubicado en una cavidad del pedúnculo de anchura mediana y poca profundidad, medianamente rebajada en la sutura, y menos y más suavemente en el lado opuesto;pulpa de color amarillo verdoso oscuro, con una textura firme, jugosa, y un sabor muy ácido, poco dulce, cocina bien.
Hueso semi libre, rara vez libre, de tamaño mediano, elíptico, con ligera cresta ventral, con surco dorsal profundo y ancho; surcos laterales poco acusados, y las caras laterales semi-lisas en parte central, rugosas o escabrosas en zona pistilar y con bastantes orificios junto a zona dorsal.
Su tiempo de recogida de cosecha se inicia en su maduración de la primera a la segunda decena de agosto.

## Usos
La ciruela 'Black Prince' tienen numerosas aplicaciones en usos culinarios.